# Isotomurus beskidensis
Isotomurus beskidensis is een springstaartensoort uit de familie van de Isotomidae. De wetenschappelijke naam van de soort is voor het eerst geldig gepubliceerd in 1963 door Rusek.